# Élodie Vazeille
Pour les articles homonymes, voir Vazeille.
Elodie Vazeille, née le 2 mars 1987, est une tireuse française au pistolet 10 mètres, Championne de France 2015 de tir au Pistolet 10 mètres Indoor. 

## Palmarès

### Championnat régional
- 2024/2025 : Championne de Bretagne au pistolet 10 mètres - Saint-Brieuc (Côtes-d'Armor) (score : 551/600)

- 2015/2016 : Championne de Bretagne au pistolet 10 mètres - Lannion (Côtes-d'Armor) (score : 373/400)
- 2014/2015 : Championne de Bretagne au pistolet 10 mètres - Janzé (Ille-et-Vilaine) (score : 375/400)

### Championnat national
- 2014/2015 :🥇Championne de France au pistolet 10 mètres - dame 1 - Agen (Lot-et-Garonne) (score : 374/400)
- 2005/2006 :🥉 médaillée de bronze au championnat de France pistolet 10 mètres - junior - Montluçon (Allier)